# Osmia shaanxiensis
Osmia shaanxiensis är en biart som beskrevs av Wu 2004. Osmia shaanxiensis ingår i släktet murarbin, och familjen buksamlarbin. Inga underarter finns listade i Catalogue of Life.